# Mecanografia
La mecanografia és el procés d'introduir text escrit a un dispositiu mitjançant un teclat d'ordinador o una màquina d'escriure. Amb la incorporació de les noves tecnologies, s'han desenvolupat altres mètodes per a acomplir aquesta tasca, com els punters, ratolins o el reconeixement de la veu.
Amb l'evolució, es va aplicar electricitat a les màquines d'escriure, guanyant així velocitat i automatisme. A l'època actual, la mecanografia fa referència a la introducció de text a un ordinador, tasca que resulta molt més fàcil si s'utilitza un processador de text amb corrector ortogràfic i detector d'errades.

## Consells bàsics a l'hora de mecanografiar
- Col·locar les mans sobre la fila a, s, d, f, g, h, j, k, l, ñ, de manera que els dits petits es dirigeixin a les lletres "a" i "ñ" respectivament, els dits anul·lars es dirigeixin a les lletres "s" i "l" respectivament, els dits del mig es dirigeixin a les lletres "d" i "k" respectivament i els dits índexs comprenguin les tecles "f-g" i "h-j" respectivament, utilitzant sempre els dits polzes per a la tecla espaciadora, el mateix per a les altres files de lletres. Això facilitarà l'accés pràcticament a tot el teclat amb lleus moviments de mans.

Posició en el teclat de les mans i els dits (pres de Mecanog):
Habitual:
Per persones amb només la mà dreta:
Per persones amb només la mà esquerra:
- Mantenir els canells sense recolzar o recolzats sobre un recolzador adient. Evitarà lesions.
- Col·locar els peus a terra davant d'un.
- En asseure's, fer-ho de manera que l'esquena estigui totalment recta, per a poder recolzar-la en el respatler del seient.
- Mantenir els colzes pròxims als costats, de forma paral·lela i amb els avantbraços inclinats lleugerament cap amunt.
- En teclejar, els ulls han de romandre observant la pantalla o el paper. Amb el temps es fa innecessari mirar el teclat per a saber on estan les tecles.
- Característiques com els correctors ortogràfics, autocompletat i autoreemplaçament servixen per a facilitar i accelerar el procés i prevenir o corregir errors.

## Pulsació dels diferents tipus de caràcters en el teclat
- Caràcters directes (Ex. a,b,c,1,2,3), es polsen i llest.
- Caràcters de majúscules o de posició superior en la tecla (Ex. A,B,C,?,,"), cal tenir polsada una de les dos tecles "shift" i polsar la tecla desitjada.
- Caràcters de posició dreta en la tecla (Ex. @,#,€), cal tenir polsada la tecla "Alt Gr" i polsar la tecla desitjada.
- Ús dels accents (Ex. a, e, i, o, u), cal polsar la tecla l'accent, deixar anar la tecla i després la lletra que ha de portar l'accent.

## Programes de mecanografia
Hi ha diversos mètodes virtuals per a aprendre a mecanografiar per mitjà de la digitació veloç i precisa al tacte. Existixen molt variades aplicacions d'escriptori i aplicacions web per a aprendre mecanografia. Ningú pot, avui dia, desconèixer la importància d'aprendre a teclejar correctament, per la qual cosa una aplicació de mecanografia és ideal per a qualsevol persona que s'interessi a aprendre aquesta important habilitat, indispensable per a aprofitar al màxim qualsevol programa informàtic actual i exercir correctament tasques administratives en un lloc de treball.